# Balthasar II. von Dalberg

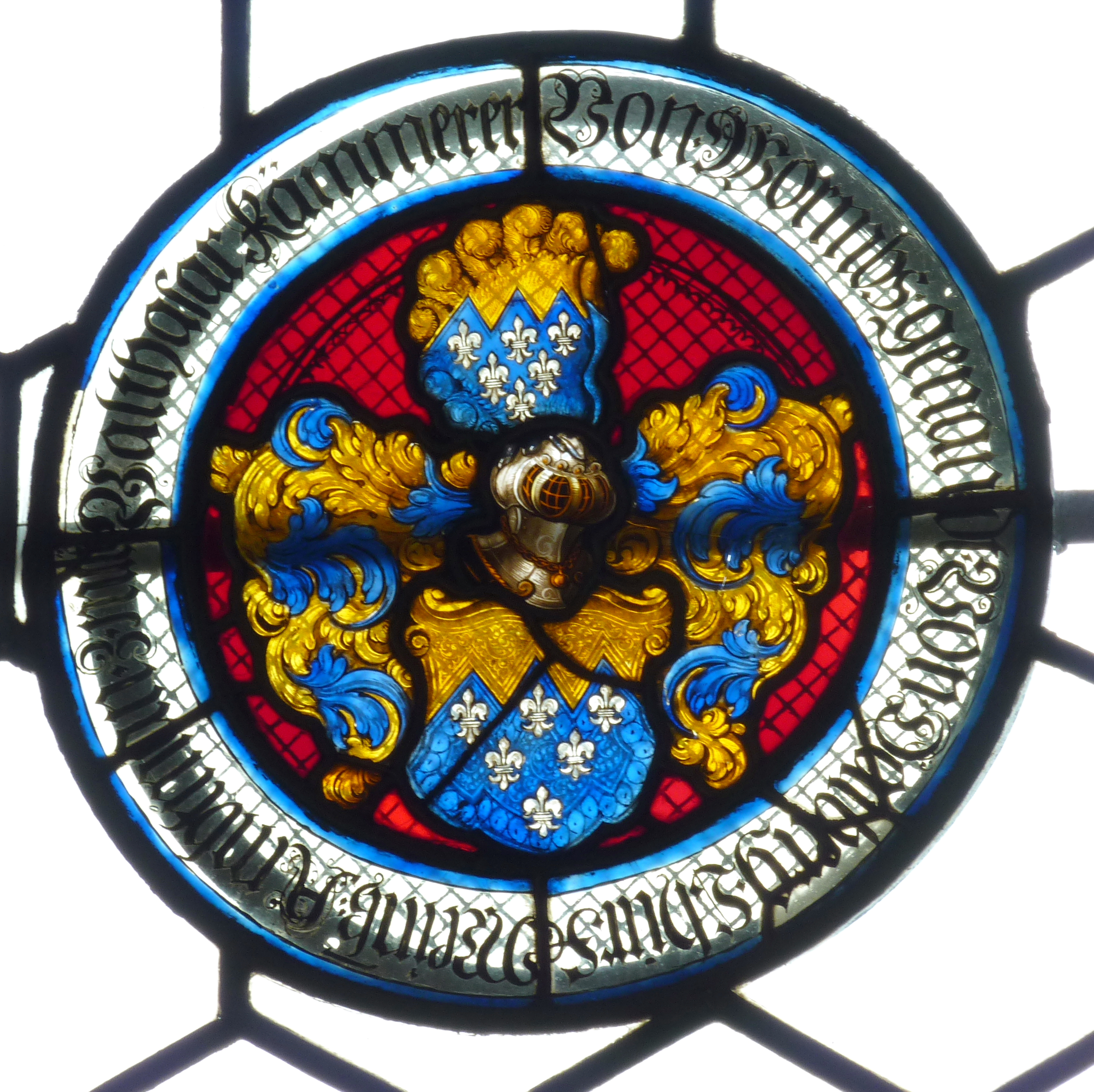
Wappenscheibe des Balthasar von Dalberg im Rathaus von Bürgstadt

Balthasar II. von Dalberg († 17. Dezember 1607, bestattet in Steinheim) war ein Spross der Familie von Dalberg. Er war kurmainzischer Beamter.

## Familie
Balthasar II. von Dalberg heiratete am 4. Oktober 1599 Anna Margareta, Tochter von Hartmann XIV. von Cronberg und Margareta, geborene Brendel von Homburg. Hartmann XIV. von Cronberg war kurmainzischer Rat und Amtmann in Rieneck, Hofheim und Höchst. Anna Margareta heiratete nach dem Tod von Balthasar II. im Februar 1614 erneut. Ihr zweiter Mann war Johann Karl Graf von Schönburg-Malatour-Saulcy, der 1640 in Madrid verstarb. Sie starb am 20. Juni 1616 oder am 28. Juni 1616 und wurde ebenfalls in Steinheim beigesetzt. Hier war ihre Schwester, Anna (* nach 1565, † 1619), mit Jost Philipp von Bicken (* 1567) verheiratet, der ebenfalls kurmainzischer Rat und Oberamtmann in Steinheim war.
Eine Tochter aus der Ehe mit Balthasar II. heiratete Jodokus von Bicken, den späteren Amtmann des Amtes Steinheim.

## Karriere
Ab 1579 ist Balthasar II. von Dalberg dokumentiert. Er war kurmainzischer Rat und von 1602 bis 1605 als Nachfolger von Wolff Eberhard von Ehrenberg Oberamtmann in Miltenberg.

## Wissenswert
Im Sitzungssaal des Rathauses von Bürgstadt befindet sich seine Wappenscheibe. Als Amtsträger des Erzstifts Mainz war er auch für Bürgstadt zuständig. Die Umschrift lautet: „BALTHASAR KÄMMERER VON WOMBS GENANNDT VON DALBERG CHURF-MEINTZ AMBTMANN Z. MILT.“